# (6125) 1989 CN
(6125) 1989 CN — астероїд головного поясу, відкритий 4 лютого 1989 року.
Тіссеранів параметр щодо Юпітера — 3,636.